# Pražský student
Pražský student (v německém originále Der Student von Prag) je německý němý film Stellana Ryea z roku 1913, který je považován[kým?] za první[zdroj?] film žánru hororu. Pod stejným názvem byly natočeny remaky, a to v letech 1926, 1935 a 2004.
Příběh je postaven na známém syžetu o zaprodaném stínu, jejž literárně zpracoval např. Edgar Allan Poe v povídce William Wilson.
Exteriéry filmu byly natáčeny v Praze na Hradčanech, u Belvederu, Fürstenberského paláce a Lobkovického paláce.